# Rafael Silva (político)
Rafael Antônio da Silva, conhecido como Rafael Silva (Jardinópolis, 5 de setembro de 1945) é um funcionário público aposentado e político brasileiro, filiado ao Partido Social Democrático (PSD). O primeiro e único deputado estadual deficiente visual do Brasil.

## Carreira política
Vereador por oito anos no município de Ribeirão Preto, em São Paulo, foi eleito em 2014 para o quinto mandato de deputado estadual, com 121.271 votos.
Rafael Silva é funcionário aposentado do Banco do Brasil. Possui graduação em filosofia e pós-graduação em sociologia, além de ser estudioso e autodidata em psicologia. Trabalhou na área de auditoria, possuindo conhecimentos de administração e economia; lecionou português, matemática e contabilidade em cursos preparatórios.
Foi filiado ao PDT e ao PSB e atualmente é filiado ao PSD. Candidatou-se duas vezes a prefeitura de Ribeirão Preto, sem sucesso.